# Harvey Atkin
Elliot Harvey Atkin (* 18. Dezember 1942 in Toronto; † 17. Juli 2017 ebenda) war ein kanadischer Filmschauspieler und Synchronsprecher.

## Leben
Harvey Atkin war zunächst als Immobilienmakler und in der Werbebranche tätig. In den 1970er Jahren hatte er einige kleine Nebenrollen in TV-Serienfolgen. 1980 wurde er für seine Nebenrolle des Morty in Babyspeck und Fleischklößchen für einen Genie Award nominiert. Ab 1981 spielte er den Sgt. Ronald Coleman in der Serie Cagney & Lacey. Ab 1989 synchronisierte er die Figur King Koopa in der Super Mario Brothers Super Show. Ab 2000 war er als Richter Alan Ridenour in der Serie Law & Order: Special Victims Unit zu sehen. Insgesamt war er an mehr als 120 Film- und Fernsehproduktionen beteiligt.

## Filmografie (Auswahl)
- 1975: Polizeiarzt Simon Lark (Police Surgeon, Fernsehserie, 2 Folgen)
- 1976: Trans-Amerika-Express (Silver Streak)
- 1978: Power Play (Coup d'Etat)
- 1979: Babyspeck und Fleischklößchen (Meatballs)
- 1980: Atlantic City, USA (Atlantic City)
- 1980: Schreie der Nacht (Funeral Home)
- 1981: Heavy Metal (Stimme)
- 1981–1988: Cagney & Lacey (Fernsehserie, 96 Folgen)
- 1982: Incubus – Mörderische Träume (The Incubus)
- 1989: Cannonball Fieber – Auf dem Highway geht’s erst richtig los (Speed Zone!)
- 1989: Super Mario Brothers Super Show (Fernsehserie, 65 Folgen, Stimme)
- 1993: Jenseits der Unschuld (Guilty as Sin)
- 1997: Leben und Tod auf Long Island (Love and Death on Long Island)
- 1997: Sterben und erben (Critical Care)
- 1997–1998: The Adventures of Sam & Max: Freelance Police (Zeichentrickserie, 24 Folgen, Stimme)
- 2000–2009: Law & Order: Special Victims Unit (Fernsehserie, 18 Folgen)